# ГЕС Дар'ялі
ГЕС Дар’ялі — гідроелектростанція у північні частині Грузії. Знаходячись перед ГЕС Ларсі (19 МВт), становить верхній ступінь каскаду на річці Терек (впадає до Каспійського моря на узбережжі Дагестану).
В межах проекту річку у Дар’яльській ущелині перекрили водозабірною греблею висотою 6 метрів та довжиною 36 метрів. Вона утримує невелике водосховище з площею поверхні 0,25 км2 та спрямовує ресурс у басейн для видалення осаду. Далі вода потрапляє до водоводу довжиною 2,1 км з діаметром 4 метра, який переходить у прокладений через правобережний гірський масив дериваційний тунель довжиною 5 км з діаметром 5,5 метра. В системі також працює запобіжний балансувальний резервуар шахтного типу висотою 315 метрів з діаметром 3,5 метра.
Машинний зал станції споруджений у підземному виконанні та має розміри 71х14 метрів при висоті 28 метрів. Доступ персоналу до нього здійснюється через тунель довжиною 0,33 км з перетином 5,5х6 метра. Основне обладнання ГЕС становлять три турбіни типу Пелтон потужністю по 37 МВт, які при напорі у 371 метр повинні забезпечувати виробництво 510 млн кВт-год електроенергії на рік.
Відпрацьована вода повертається у Терек по відвідному тунелю довжиною 0,5 км з перетином 5х5 метрів та каналу довжиною 0,13 км.
Видача продукції відбувається по ЛЕП, розрахованій на роботу під напругою 110 кВ.